# Stiftlik påskrislav
Stiftlik påskrislav (Stereocaulon pileatum) är en lavart som beskrevs av Ach. Stiftlik påskrislav ingår i släktet Stereocaulon och familjen Stereocaulaceae.  Arten är reproducerande i Sverige. Inga underarter finns listade i Catalogue of Life.